# الغريف (محافظة الخرمة)
الغريف قرية سعودية، ومركز يتبع محافظة الخرمة بمنطقة مكة المكرمة. تقع في شرق مدينة الطائف بمسافة نحو (275) كم.

## التاريخ
عرفت الغريف بكثرة مياهها الجوفية العالية العذوبة فالزائر لهذه المركز يشد انتباهه عذوبة ميائها ونضارة خضرتها ونقاء جوها وحسن ضيافة وكرم أهلها كما تشتهر الغريف بمعالم أثرية وتاريخية قديمة من أهمها قلعة المسهر ، وقد أكد الشيخ “تركي بن سدحان المحاسنة السبيعي” وهو أحد أعيان الغريف أنه يوجد بالغريف العديد من المواقع الأثرية والتاريخية التي لها شهرة كبيرة ومن ذلك ومن أهمها وأشهرها قلعة «المسهر» .
كما أشار “السبيعي” إلى أن الزائر يستطيع أن يلمح تلك المعالم ومنها الغريف تعود لكونها منطقة زراعية خصبة وذلك لوقوعها على ثلاثة أودية هي وادي سبيع ووادي اللسلسان ووادي البحرة مما شكل تربة زراعية أشاد بها كل المهندسين الزراعيين الذين زاروا المنطقة
أن الغريف منطقة يتبع لها أكثر من 20 هجرة هي الأريقط والشرفية والبحرة والرفيعة والمعيزيلة والبريكة والزرب والفاو والبرقة وغيرها .
وبين أن أهالي الغريف يشتهرون بالعديد من المهن إضافة إلي مهنة الزراعة مثل الرعي والتجارة الحرة وعمل بعض الصناعات اليدوية الخفيفة ، وأشار إلى أنه يوجد بالغريف مركز تابع لمحافظة الخرمة كما يوجد مركز للشرطة ودفاع مدني ومكتب بلدية ومحكمة عامة ومركز صحي ومكتب تحفيظ القرآن الكريم ومكتب للجنة التنمية ومكتب الأوقاف والدعوة والإرشاد ويوجد فيها أكثر من 20 مدرسة بنين وبنات جميع المراحل .